# 鍾瑞明
鍾瑞明，GBS，JP（1951年11月23日—），前任香港行政會議成員，第12屆港區全國政協委員，現任城市大學副校監，前任香港城市大學校董會主席，前任香港房屋協會主席。他早年就讀海壩街官立小學，1964年升讀荃灣官立中學。1994年任港事顧問。2000年獲授予金紫荊星章。其妻崔綺雲曾任新華社香港分社，官至文教部副部長。2018年1月，当选第十三届全国政协委员。